# Geber
För andra betydelser, se Geber (olika betydelser).

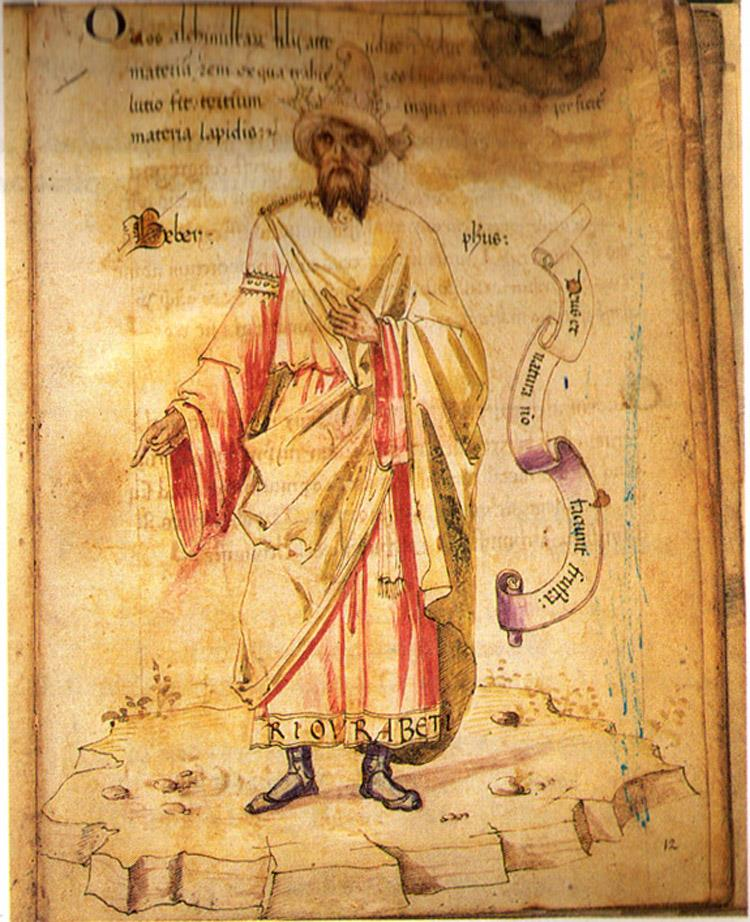
Europeiskt porträtt av Geber från 1400-talet. Codici Ashburnhamiani 1166, Biblioteca Medicea Laurenziana, Florens.

Geber (latiniserat namn; arabiska: جابر بن حيان, Abu Musa Jābir ibn Hayyān), född omkring 721 i Kufa (nuvarande Irak), död 776, var en irakisk shiitisk kemist (alkemist), matematiker, astrolog, filosof, läkare, författare och farmakolog. Geber anses ha varit den som först destillerade vin till alkohol.
Geber införde den vetenskapliga metoden till alkemin, och gav upphov till flera tekniker som ännu används inom kemin. Hans originalverk är mycket esoteriska, troligen kodade, vars djupare innehåll ingen numera kan uttyda. Till det yttre kretsar hans alkemi runt numerologiska analyser som bygger på arabiska konsonanter som ingår i dels de arabiska namnen på substanserna han använder, dels takwin, att artificiellt skapa liv på alkemisk laborativ väg.
Hadji Khalfa har nämnt Geber som imam as-Sadiqs (den sjätte shiaimamens) lärling.

## Verk
De under hans namn kända arbetena kan indelas i sådana som omnämns av arabiska författare, och sådana vilka dels i manuskript, dels i tryck förvaras i Europas bibliotek. Den arabiske historieskrivaren Fihrist uppger titlar på ej mindre än 500 avhandlingar av Geber, men för övrigt känner man ingenting om dessa. Arabiska manuskript med hans namn finns i Leiden, Paris och London. I Vatikanen, Leiden, Oxford och annorstädes förvaras latinska handskrifter, bärande hans namn. 
De viktigaste av hans verk som utkommit i tryck är Summæ perfectionis magisterii in sua natura libri IV (1682), De investigatione perfectionis metallorum (1562), Testamentum och De fornacibus construendis (1545). Huruvida dessa editioner återger Gebers egen text oförändrad eller om i dem tillagts senare upptäckter är omtvistat. Andra betydelsefulla verk är Tabula Smaragdina som under medeltiden översattes till latin, Kitab al-Zuhra (Venus bok), Kitab Al-Ahjar (Stenarnas bok), Balansböckerna, och en samling tio böcker där han beskriver Sokrates, Pythagoras, Platon, Aristoteles, med flera "alkemister".
Enligt Geber är metallerna sammansatta av samma enkla beståndsdelar och kan genom tjänlig behandling småningom förändras till alltmera fullkomliga metaller. Denna teori är ytterst klart och logiskt utvecklad och gällde uteslutande ända till 1500-talet. Genom de experimentala undersökningar, som tesen gav upphov till, ökades kunskapsförrådet betydligt. 
Ehuru Gebers efterföljare till hans arbeten sannolikt fogade senare gjorda upptäckter, är dock dessa arbeten så klara, fullständiga och tydliga, att de på det mest iögonfallande sätt skiljer sig från även de bäste skriftställares från alkemins senare tid. 